# Thomas Edward Cliffe Leslie
Thomas Edward Cliffe Leslie (contea di Wexford, 21 giugno 1825 – Belfast, 27 gennaio 1882) è stato un economista e docente irlandese; fu professore di giurisprudenza ed economia politica al Queen's College di Belfast; economista della scuola storica inglese, si interessò di agronomia e della sovranità del consumatore, opponendosi a David Ricardo e e all'idea fisiocratica del rapporto fra salario e capitale..

## Biografia
T. E. Cliffe Leslie nacque nella contea di Wexford, secondo figlio del Rev. Edward Leslie, prebendario di Dromore e rettore di Annahilt, nella contea di Down. La sua famiglia di origine scozzese, ma si trasferì in Irlanda sin dal regno di Carlo I. Tra i suoi antenati c'erano John Leslie (1571–1671), vescovo prima di Raphoe e poi di Clogher, e il figlio del vescovo Charles Leslie.
Leslie ricevette la educazione elementare dal padre, che risiedeva in Inghilterra, pur mantenendo la preferenza per la chiesa e alcune proprietà fondiarie in Irlanda. Suo padre gli insegnò il latino, il greco ed l'ebraico in un'età insolitamente giovane. In seguito, per un breve periodo fu affidato alle cure di un ecclesiastico a Clapham, e fu quindi inviato al King William's College, nell'Isola di Man.
Entrò al Trinity College a Dublino nel 1842. Fu uno studente illustre ottenne una borsa di studio classica nel 1845 e una medaglia d'oro in filosofia mentale e morale al suo esame di laurea nel 1846. Divenne uno studente di giurisprudenza al Lincoln's Inn a Londra. Ma presto la sua attenzione si discostò della pratica legale, per la quale sembra non aver mai avuto molta inclinazione.
Nel 1853, Leslie fu nominato professore di giurisprudenza ed economia politica a Queen's College, Belfast. I doveri di questa cattedra richiesero solo brevi visite in Irlanda e in determinati periodi dell'anno; così poté continuare a risiedere e proseguire i suoi studi a Londra, diventando uno scrittore frequente di questioni economiche e sociali nelle principali riviste e altri periodici.
Nel 1860 raccolse numerosi suoi saggi, aggiungendone di nuovi, in un volume intitolato Land Systems and Industrial Economy of Ireland, England and Continental Countries. John Stuart Mill fornì una recensione completa dei contenuti di questo lavoro in un articolo pubblicato sulla rivista Fortnightly Review, in cui dichiarò che Leslie era uno dei migliori scrittori viventi di economia politica applicata. Mill, inoltre, conosceva Leslie tramite i suoi scritti, fin dal suo primo articolo pubblicato sulla rivista Macmillan's Magazine. Ammirando i molti talenti di Leslie, Mill ne riconosceva il peso intellettuale e lo trattava con rispetto e una gentilezza, Leslie, da parte sua, riconobbe sempre molta gratitudine a Mill.
Nelle frequenti visite che Leslie fece nel continente, specialmente in Belgio e in alcuni dei distretti meno conosciuti di Francia e Germania, si occupò molto dell'osservazione economica e sociale. Studiò gli effetti delle istituzioni e del sistema di vita prevalenti in ogni regione, sulla condizione materiale e morale dei suoi abitanti. In questo modo acquisì una vasta e precisa conoscenza dell'economia rurale continentale, di cui si servì in modo eccellente nello studio dei fenomeni paralleli in casa. I resoconti che fornì dei risultati delle sue osservazioni furono tra i suoi lavor di ricerca più felici. Nessuno, ha detto Mill, è stato in grado di scrivere racconti di visite all'estero così istruttivi e allo stesso tempo così interessanti. In queste escursioni fece la conoscenza di diverse personalità illustri, tra cui M. Lonce de Lavergne e M. Émile de Laveleye. Alla memoria del primo rese un grazioso omaggio in uno schizzo biografico pubblicato nella rivista Quindicinale Review nel febbraio 1881; fino alla fine della sua vita intrattenne con M. de Laveleye rapporti di stima e cordiale intimità.

## Opere

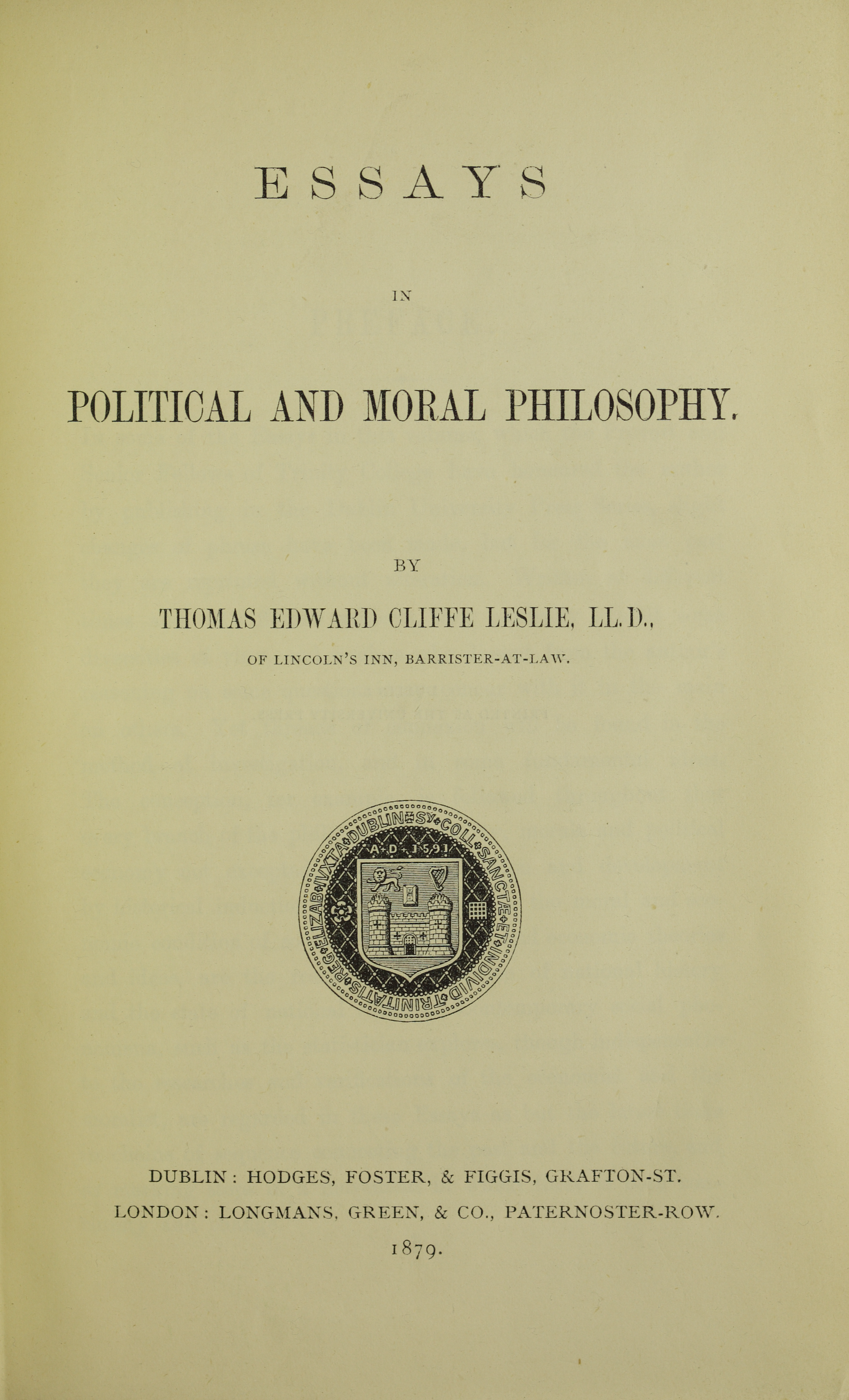
Essays in political and moral philosophy, 1879

- (EN) The Military Systems of Europe Economically Considered, 1856.
- (EN)  Political Economy and the Rate of Wages, Fraser's Magazine 1868. (Ristampa in Land Systems..., 1870 pp. 357–379)
- (EN)  Land Systems and Industrial Economy of Ireland, England and Continental Countries, 1860. (nuova edizione 1870) Archiviato il 3 marzo 2016 in Internet Archive. ISBN 0-678-00346-7
- (EN)  The Love of Money, 1862. (Ristampata in Essays in Political Economy, 1890(EN)  . Archiviato il 3 marzo 2016 in Internet Archive.
- (EN)  "The Political Economy of Adam Smith", in Fortnightly Review(EN)  , 1870 Archiviato il 9 agosto 2017 in Internet Archive.
- (EN)  Financial Reform, Cobden Club Essays, 2nd Series, 1871.
- (EN)  "The History of German Political Economy", in Fortnightly Review 1875) Archiviato il 3 marzo 2016 in Internet Archive.
- (EN)  "On the Philosophical Method of Political Economy", in Hermathena, Dublin University 1876 Archiviato il 3 marzo 2016 in Internet Archive.
- (EN)  The Land System of France, Cobden Club Essays 1876.
- (EN)  "Political Economy and Sociology", in Fortnightly Review 1879) Archiviato il 3 marzo 2016 in Internet Archive.
- (EN)  Essays in Political and Moral Philosophy, Dublino-Londra 1879.
- (EN) Thomas Edward Cliffe Leslie, Essays in political and moral philosophy, Dublin, Longmans, Green & Co; Hodges, Foster & Figgs, 1879. URL consultato il 26 giugno 2015.
- (EN)  Essays in Political Economy, Dublino 1879-1888.
- (EN)  "Political Economy in the United States", Fortnightly Review (1 October 1880) Archiviato il 3 marzo 2016 in Internet Archive.
- (EN)  "The Irish Land Question", in Appleton's Journal(EN)  , 1881.
- (EN)  "History and Future of Profit", in Fortnightly Rev(EN)  iew,(EN)  (EN)   1881.